# 杜甫草堂博物館

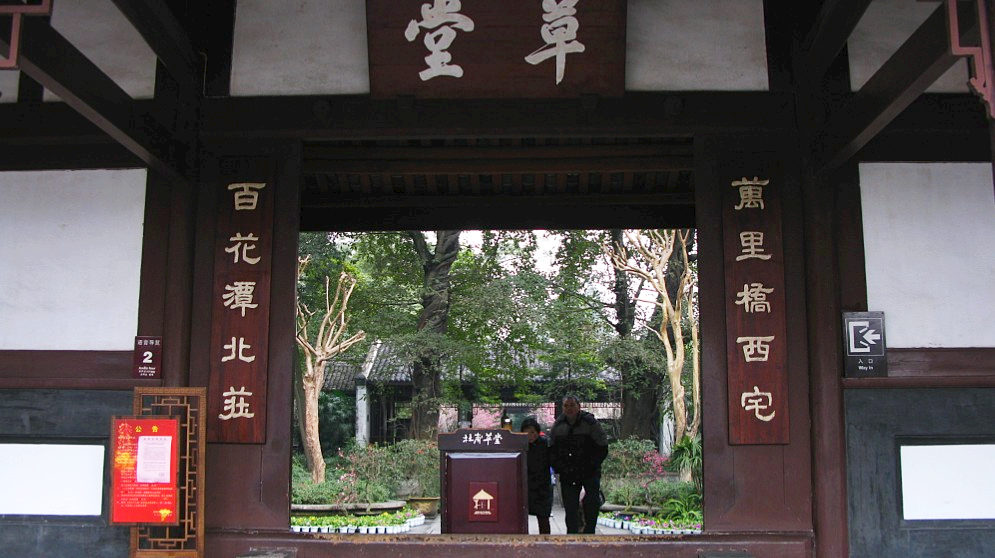
杜甫草堂

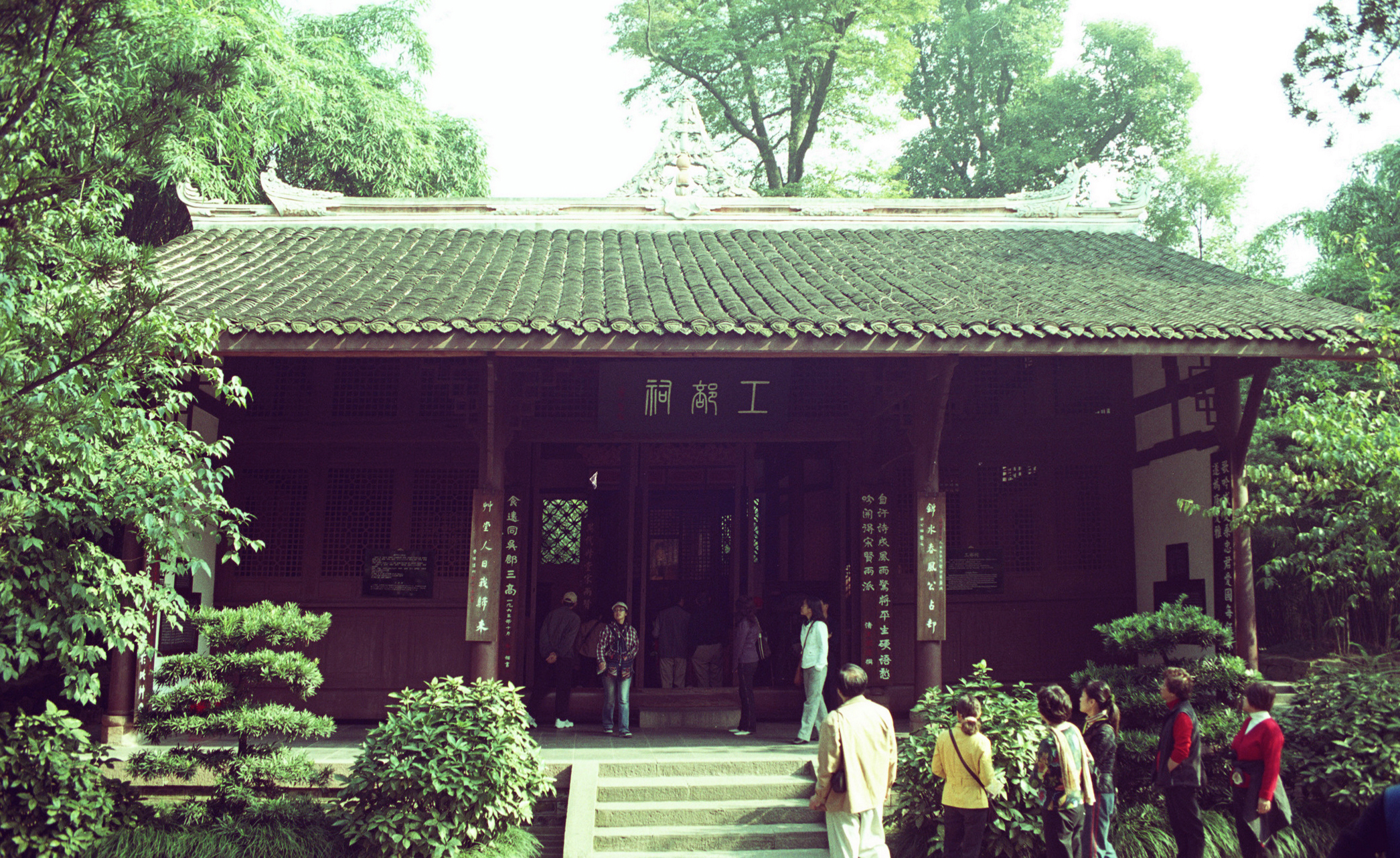
工部祠（杜工部をまつる祠のこと）

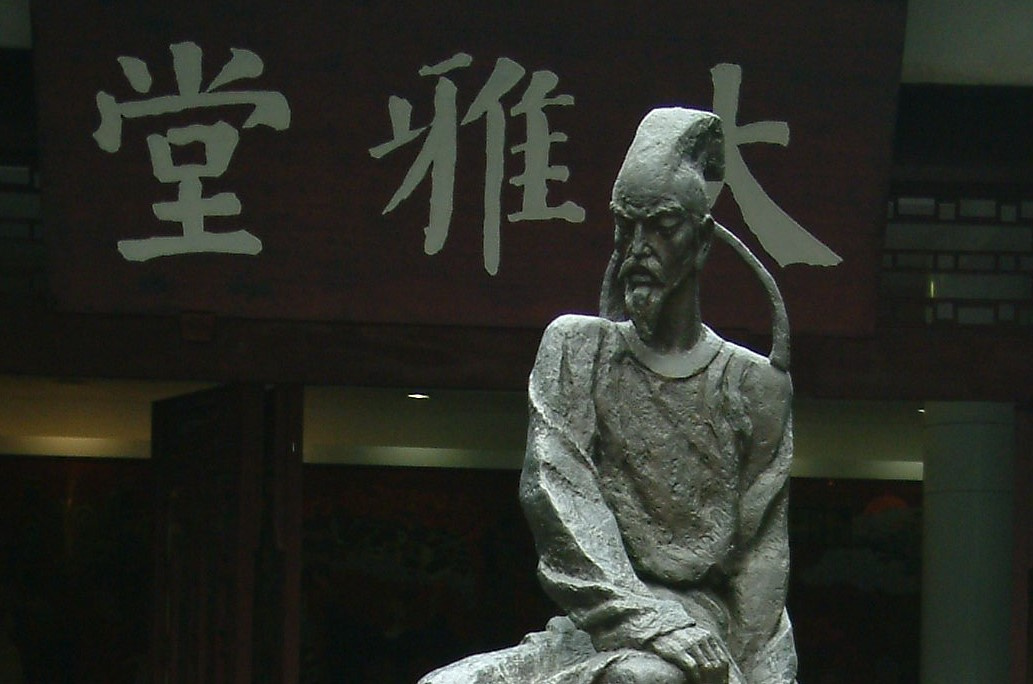
杜甫像

杜甫草堂博物館（とほそうどうはくぶつかん）は、中国盛唐の詩人の杜甫を記念するための博物館である。面積は、24-エーカー (97,000 m2)。四川省成都市西郊の青羊区草堂街道にあり、浣花渓公園と隣接する。1961年3月4日、国務院から中華人民共和国全国重点文物保護単位に認定された。

## 歴史
乾元2年（759年）、杜甫は安史の乱のせいで、成都への流亡を余儀なくされた。そこで親友である厳武の援助を得て、浣花渓の近くに茅葺の小屋を建てた。杜甫はそこで4年間の生活を送った。『茅屋為秋風所破歌』『蜀相』などの名作も、杜甫がこの成都滞在中に作ったものである。

## 建築
杜甫が建てたオリジナルの草堂は戦火に見舞われ、現存する建物の多くは明の弘治13年（1500年）と清の嘉慶16年（1811年）のものである。